# Гуровский, Владислав
Владислав Рох Гуровский (пол. Władysław Gurowski, ок. 1715 — 23 мая 1790) — государственный деятель Речи Посполитой. Писарь великий коронный (1764—1768), маршалок надворный литовский (1768—1781) и великий маршалок литовский (1781—1790), кавалер польских орденов Святого Станислав и Белого Орла (1772), российских орденов Святой Анны и Александра Невского (1774).

## Биография
Представитель польского шляхетского рода Гуровских. Сын каштеляна познанского Мельхиора Гуровского и Софии Приемской.
В 1737 году Владислав Гуровский вместе с тремя братьями выехал из Дрездена во Францию, где получал образование, затем служил во французской армии.
В 1748 году по поручению Морица Саксонского (внебрачного сына польского короля Августа II) Владислав Гуровский ездил в Санкт-Петербург, где безуспешно пытался подкупить канцлера А. П. Бестужева-Рюмина, чтобы тот убедил императрицу Елизавету Петровну назначить Морица герцогом Курляндии и Семигалии. Во время оккупации Великой Польши русской армией, воевавшей с Пруссией, Владислав Гуровский был назначен королевским комиссаром по ревизии фуража и провианта.
Камергер короля Речи Посполитой Августа III в 1758-1763 годах.
Один из крупных представителей пророссийской группировки, в мае-июне 1764 года на конвокационном сейме выступил против воеводы виленского Кароля Станислава Радзивилла Пане Коханку.
В сентябре 1764 года подписал элекцию (избрание на престол) Станислава Августа Понятовского. В том же году был назначен писарем великим Литовским.
В 1766 году был избран послом на сейм от Калишского воеводства. Стал одним из главных проводников российского влияния в Речи Посполитой. В награду получил от российской императрицы Екатерины II Алексеевны получил орден Святой Анны и крупную денежную пенсию. По поручению русского посланца, князя Николая Васильевича Репнина, Владислав Гуровский вместе с надворным маршалком коронным Ежи Августом Мнишеком организовал в июне 1767 года Радомскую конфедерацию в Великой Польше.
В октябре 1767 — феврале 1768 года на варшавском сейме, названном в честь русского посланца Николая Репнина репнинским сеймом, Владислав Гуровский был одним из инициаторов создания польской делегации, которая 24 февраля 1768 года подписала договор о вечном мире между Российской империей и Речью Посполитой.
В 1768 году по протекции князя Н. В. Репнина Владислав Гуровский был назначен надворным маршалком Литовским. Барские конфедераты, действовавшие в Великой Польше, разорили имения В. Гуровского, противника конфедерации.
24 марта 1768 года выступал за вступление русской армии на территорию Речи Посполитой для подавления Барской конфедерации. Информировал русских обо всех действиях польского короля Станислава Понятовского, обвиняя его в тайном сговоре с Францией.
В 1772 году король Речи Посполитой Станислав Понятовский наградил надворного маршалка литовского Владислава Гуровского орденами Святого Станислава и Белого Орла.
В 1773—1775 годах на варшавском сейме Владислав Гуровский был одним из лидеров конфедерации, созданной маршалком Адамом Пониньским, вошел в состав сеймовой делегации, которая под нажимом дипломатов России, Пруссии и Австрии согласилась на первый раздел Речи Посполитой. нициатор создания и активный участник Постоянного Совета (1775 — 1780). В феврале 1775 года Владислав Гуровский руководил демаркацией новой границы с Россией. В 1775-1780 годах надворный маршалок литовский Владислав Гуровский, известный сторонник Екатерины II, заседал в Постоянном Совете.
В 1781 году был назначен маршалком великим Литовским.

## Награды
- Орден Святого Александра Невского (25.10.1763).